# Luftangriffe auf Dorsten
Die Luftangriffe auf Dorsten fanden zwischen dem 14. März 1941 und dem 28. März 1945 über der Stadt Dorsten statt, die damals zu Preußen gehörte. Dorsten war regelmäßig Ziel von Luftangriffen durch die Luftstreitkräfte der Alliierten. Der verheerendste Bombenangriff fand am Donnerstag, 22. März 1945, um 14:14 Uhr durch britische Bomber statt. Beteiligt waren 100 Bomber des Typs Handley Page Halifax, 12 Bomber des Typs Avro Lancaster und 12 Jagdbomber des Typs De Havilland DH.98 Mosquito. Sie waren von High Wycombe in England gestartet. Insgesamt wurden 377 Tonnen Luftminen und Sprengbomben über der Dorstener Innenstadt abgeworfen. 319 Menschen starben, 700 Familien wurden obdachlos, die historische Altstadt wurde nahezu komplett zerstört.